# Neotermes castaneus
Neotermes castaneus är en termitart som först beskrevs av Hermann Burmeister 1839.  Neotermes castaneus ingår i släktet Neotermes och familjen Kalotermitidae. Inga underarter finns listade i Catalogue of Life.